# كريم زغيب
كريم زغيب (من مواليد عام 1963) هو عالم كيمياء كهربائية وعالم مواد جزائري - كندي معروف بمساهماته في مجال تخزين الطاقة وتحويلها. وهو يشغل حاليا منصب أستاذ الهندسة الكيميائية وهندسة المواد في جامعة كونكورديا. بصفته المدير السابق للأبحاث في هيدرو كيبيك، ساعد في جعلها أول شركة في العالم تستخدم فوسفات الحديد الليثيوم في المهابط، وتطوير مصاعد الغرافيت الطبيعي والنانو تيتانات.

## النشأة والتعليم
وُلِد كريم زغيب في قسنطينة ونشأ في سطيف بالجزائر. حصل على درجة ماجستير الدراسات المتقدمة ‏ في الكيمياء الكهربائية عام 1987 و والدكتوراه تحت إشراف البروفيسور برناديت نجوين عام 1990، وكلاهما من معهد غرونوبل للتقنية، وشهادة التأهل للأستاذية في الفيزياء من جامعة بيير وماري كوري (باريس 6) عام 2002.

## المسيرة المهنية
من عام 1990 إلى عام 1992، كان كريم زغيب زميلاً في مرحلة ما بعد الدكتوراه في المركز الوطني الفرنسي للبحث العلمي ومؤسسة سافت لدراسة عملية الليثيوم الكيميائي لألياف الغرافيت والكربون. من عام 1992 إلى عام 1995، كان باحثًا زائرًا يعمل على بطاريات أيونات الليثيوم لصالح وزارة التجارة الدولية والصناعة في اليابان في معهد أوساكا الوطني للأبحاث. وبعد إجراء أبحاثه في اليابان، انضم في عام 1995 إلى معهد أبحاث هيدرو كيبيك حيث لعب دوراً فعالاً في إدخال تقنية أيون الليثيوم إلى الشركة. رُقي إلى منصب مدير قسم تخزين وتحويل الطاقة في الشركة في عام 2007. في عام 2017، أسس مركز التميز في كهربة النقل وتخزين الطاقة في هيدرو كيبيك. في عام 2014، شارك كريم زغيب في تأسيس شركة تقنيات إستاليون (Esstalion Technologies)، وهي شركة محاصة بين شركة سوني وشركة هيدرو كيبيك والذي يهدف إلى البحث والتطوير في أنظمة تخزين الطاقة واسعة النطاق لشبكات الطاقة. من عام 2020 إلى عام 2021، كان مستشارًا استراتيجيًا في كيبك للاستثمار في مبادرة حكومة كيبيك لإنشاء صناعة بطاريات من التعدين إلى المركبات الكهربائية وفي الوقت نفسه أستاذ ممارس في جامعة مكغيل في قسم هندسة التعدين والمواد. في عام 2022، انضم إلى جامعة كونكورديا أستاذًا للهندسة الكيميائية وهندسة المواد.

## البحث
تتمحور أبحاث كريم زغيب حول البطاريات القابلة لإعادة الشحن والأجهزة الكهروكيميائية والكيمياء الكهربائية للمواد الكربونية. أثناء دراسته للدكتوراه، طوّر سبائك الألومنيوم والمنغنيز والليثيوم في الأملاح المنصهرة كقطب سلبي لبطاريات أيونات الليثيوم وبحث في تفاعل إزاحة النحاس والزنك .  نشر طريقة جديدة لتعزيز الترسيب الكهربائي للمعادن (التثبيت بمساعدة التحليل الكهربائي) في مجلة قانون الكيمياء الكهربائية ‏. في سياق مشروع أشعة الشمس الجديدة ‏ ، طور ألياف الكربون المزروعة بالبخار ‏ كقطب سلبي، وحدد المواد المضافة والبوليمر الصلب والإلكتروليتات الهلامية لبطاريات أيونات الليثيوم مع شركة DKS، اليابان.
في شركة هيدرو كيبيك، بدأ كريم زغيب التعاون مع البروفيسور ميشيل أرماند ‏ حول مواد البطاريات الجديدة والكهرلات ومع البروفيسور كيم كينوشيتا من مختبر لورانس بيركلي الوطني لفهم الأكسدة وفقدان السعة غير القابل للعكس مقابل حجم جسيم الغرافيت الطبيعي من خلال اقتراح العديد من النماذج للنظر في دور المستوى القاعدي ومواقع الحافة. قدم صواعدLi 4 Ti 5 O 12 (LTO) النانوية لبطاريات أيونات الليثيوم والبطاريات الصلبة وبطاريات أيونات الليثيوم الصلبة الجديدة القائمة على المعدن الموسع مع بوليمر صلب أو إلكتروليت هلامي بالاشتراك مع مواد الهابط 3 فولت و 4 فولت و LTO.  أدى تعاونه مع البروفيسور أرماند إلى اختراع المكثف الفائق الهجين باستخدام أقطاب LTO السالبة وأقطاب الكربون الموجبة، وكاثود LiFePO4 المغطى بالكربون والذي مكن من إنتاج بطارية فوسفات الحديد والليثيوم التجارية، وفئة LiFSI من السوائل الأيونية والإلكتروليتات.
على مدى السنوات الثماني والعشرين الماضية، تعاون كريم زغيب بشكل نشط مع الحائز على جائزة نوبل في الكيمياء لعام 2019 البروفيسور جون ب. جود إنوف من جامعة تكساس في أوستن، والبروفيسور ميشيل أرماند، والبروفيسور كريستيان جوليان والبروفيسور آلان موغر من جامعة السوربون لتطوير مواد المهبط من الزبرجد والسيليكات لبطاريات أيونات الليثيوم. أقامت شركة هيدرو كيبيك وجامعة تكساس في أوستن شراكة لتسويق مهبطLiFePO 4. كما تعاون كريم زغيب مع الدكتور مايكل ثاكري ‏ من مختبر أرغون الوطني في تسويق أنودات السبينيل النانو تيتانات الليثيوم (LTO).
كريم زغيب هو أحد المخترعين المشاركين في 600 براءة اختراع مرتبطة بـ 62 ترخيصًا. شارك في أكثر من 420 مقالة مُحكمة و22 دراسة علمية وشارك في تأليف الكتاب المرجعي «بطاريات الليثيوم: العلم والتكنولوجيا» الذي نشرته دار سبرينغر، والذي تُرجم أيضًا إلى اللغة الصينية. حظيت منشوراته باستشهادات كثيرة، مع مؤشر h 83 اعتبارًا من عام 2023، وفقًا للباحث العلمي لغوغل.

## الجوائز والأوسمة
حصل كريم زغيب على العديد من الجوائز الوطنية والدولية، منها:
- جائزة البحوث المقدمة من مؤسسة التبادل الدولي للأبحاث الكهربائية (IERE) لعام 2008 [4]
- جائزة أبحاث قسم تكنولوجيا الطاقة لعام 2010 من الجمعية الكهروكيميائية  [لغات أخرى]‏ [23]
- جائزة أبحاث رابطة البطاريات الدولية 2010 [24]
- انتخب زميلاً للجمعية الكهروكيميائية في عام 2011 [25]
- جائزة قسم تكنولوجيا البطاريات لعام 2013 من الجمعية الكهروكيميائية [26]
- مُدرج ضمن قائمة العقول العلمية الأكثر تأثيرًا/الباحثين الأكثر استشهادًا في العالم لعام 2015 و2016 و2017، وفقًا لتقرير ثومسون رويترز وكلاريفيت أناليتيكس [27]
- انتخب زميلاً للأكاديمية الكندية للهندسة  [لغات أخرى]‏ في عام 2017 [28]
- جائزة الأعمال التجارية اليابانية - الكيبكية 2017 من منتدى الأعمال التجارية بين كيبيك واليابان [29]
- جائزة تكنولوجيا رابطة البطاريات الدولية 2017 [24]
- جائزة ليونيل بوليت  [لغات أخرى]‏ من حكومة كيبيك [30] [29]
- انتخب زميلاً للجمعية الملكية الكندية في عام 2021 [31]
- جائزة كاليف بوجي 2022 من جمعية الصناعة الكيميائية  [لغات أخرى]‏ [32]